# باغلارباغی
پارک سیاحتی، تفریحیِ باغلارباغی که پس از پیروزی انقلاب اسلامی ایران در سال‌های ابتدایی دهه هفتاد خورشیدی، در شهر تبریز احداث گردیده‌است، یکی از ۳ پارک مهم این شهر است (ائل‌گلی، باغلارباغی و باغ گلستان). درب‌های ورودی این پارک، همه‌روزه در ساعت ۱۶ باز می‌شود و در ساعت ۲۴ بسته می‌شود و عدهٔ زیادی از مردم در این ۸ ساعت، از این پارک استفاده می‌کنند. پارک باغلارباغی در مجاورت بلوار استاد شهریار و در ضلع شمالی ورودی کوی ولی‌عصر و جنب «پارک ولی‌عصر» واقع شده‌است.

## پیشینه
این مجموعهٔ تفریحی در سال ۱۳۷۲ در زمینی به مساحت ۲۲ هکتار در بلوار استاد شهریار، با حمایت شهردار وقت تبریز (مهندس درویش زاده) عملیات اجرایی آن آغاز و در پنجم مرداد ۱۳۷۳ با حضور وزیر کشور و مسئولان استان طیِ مراسمی افتتاح گردید. برای احداث این مجموعه در اوایل دهه هفتاد خورشیدی، ۱۰ میلیارد ریال هزینه شده بود. امکانات این مجموعه شامل واحدهای تجاری چهار فصل و وسایل تفریحی بود که با وجود گذشت چند دهه از افتتاح آن، هم‌اکنون نیز یکی از مراکز بزرگ تفریحی ایران به حساب می‌آید.

## فضای سبز
پیش از ساخت و راه‌اندازی پارک و مجموعه تفریحی باغلارباغی تمامی زمین‌های محل شامل بر باغات بهم پیوسته منطقه چلبی و گلکار تبریز بود، باغات وسیع با انبوه درختان میوه به‌ویژه زردآلو، در دهه هفتاد خورشیدی مجتمع خدماتی تفریحی باغلارباغی در میان باغات گسترده شرق تبریز بنا شد هرچند امروزه بسیاری از باغات محیط پیرامون باغلارباغی زدوده و تخریب و به ساختمان‌های مسکونی تبدیل شده اما از سویی درون مجموعه باغلارباغی و زمین‌های پارک ولی عصر که از ناحیه شمالی به پارک باغلارباغی پیوسته مملو از پوشش گیاهی و سرشار از درختان بومی می‌باشد. در حال حاضر در مجاورت بخش‌های غربی و شرقی باغلارباغی چند باغ قدیمی همچنان پابرجا مانده. چندی پیش و در واپسین ماه‌های حضور علیرضا نوین در مقام شهردار شهر تبریز مقرر شده بود تمام بستر تنها مجتمع تفریحی واقع در مرکز شهر تبریز باغلارباغی در هم کوبیده شده و از برای ساخت هتل هفت ستاره در اختیار سرمایه داران گذاشته شود که این اقدام نسنجیده با اعتراض‌های شهروندان تبریزی متوقف شد. هم‌اکنون بنابه دلایلی مبهم و پرسش‌برانگیز تنها استخر واقع در مرکز پارک باغلارباغی همراه با فوّاره‌ها و آب نما‌های طراوات زای آن به‌طور کل نابود و برچیده شده.

## امکانات و متعلقات

### شهربازی
شهربازی پارک باغلارباغی، دستگاه های جالب و فراوانی برای بزرگسالان دارد. مانند : 'رنجر' ، 'قطار خانواده' ، 'مونوریل' ، 'یوفو' ، 'آکروجت بزرگسال' ، 'موج سواری' ، 'چرخ و فلک' ، دو عدد 'کشتی صبا' ، 'کلبه ی وحشت' ، 'سینما چند بعدی' ، 'فضانوردی' ، گردش فضایی' ، 'زیپ لاین ، 'ماشین برقی' ، سرسره ی آبشار' ، سورتمه' و دارای دستگاه های خوب و شادی آور زیادی برای کودکان است که بزرگ‌ترین شهربازی در تبریز و منطقهٔ شمال‌غرب کشور محسوب می‌شود.

### باغ پرندگان
باغ پرندگان مجموعهٔ باغلارباغی، این مکان به نام «باغ وحش تبریز» شناخته می‌شود اما شرایط نگهداری از این حیوانات بی‌پناه و زبان بسته نه تنها در حد پایین‌تر از حد معین می‌باشد بلکه حتی بسیار اسفناک و دردناک نیز می‌باشد به‌طوری‌که کوچک بودن قفسهای حیوانات بزرگی چون خرس و شیر به حدی است که فقط می‌توان آن را با سلول انفرادی برای انسان‌ها مقایسه کرد. شایسته است قبل از شکایت انجمن‌ها وگروه‌های طرفدار حقوق حیوانات در ایران و جهان از باغلارباغی از این وضع نابسامان کاری کرد که باغ وحش برازنده شهر اولین‌ها تبریز شود و این کار با مشورت صاحبنظران ممکن به نظر می‌رسد. عمده‌ترین دلیل تعجب بازدیدکنندگان از کوچک بودن

### رستوران
پارک باغلارباغی دارای یک رستوران بزرگ است که در ورودی آن واقع شده‌است و روزانه پذیرای عدهٔ زیادی از شهروندان و مسافران می‌باشد.

### آبنما
از نخستین سال‌های دهه هفتاد خورشیدی که پارک تفریحی رفاهی باغلارباغی با همیاری بخش خصوصی و سازمان شهرداری تبریز ساخته و راه‌اندازی شد هم‌زمان در بخش میانی پارک نیز یک باب استخر نسبتا بزرگ همراه با آبنما ها و فواره‌های فراوان و امکاناتی از قبیل قایقرانی تعبیه و ساخته شده و زیبایی‌های خاصی به پارک بخشیده بود و بودش استخر میانی پارک و تجهیز آبنما و فواره‌های بلند درون استخر ساختگی باغلارباغی همواره شادمانی و طراوت ویژه‌ای برای بازدیدکنندگان به ارمغان می‌آورد، اما تنها استخر درون مجموعه باغلارباغی همراه با آبنما ها و فواره‌های طراوت افکنی که درون خود جای داده بود بنابه دلایلی پیچیده و پرسش‌برانگیز در بهار سال ۱۳۹۴ به‌طور کل نابود و برچیده شد. همچنین در درازای سالیان گذشته از سوی دست اندرکاران سازمان شهرداری تبریز به صورت گسترده بسیاری از استخرها و آبنما های دیرپای واقع در بستر میدان‌ها و اندک پارک‌های واقع در کلانشهر تبریز کوبیده و زدوده و روبیده شده، لیکن امروزه می‌توان اذعان داشت نابودسازی استخر و آبنما های باشکوه باغلارباغی نیز در پی سیاست‌های آبنما زدایی سازمان شهرداری در سرتاسر کلانشهر تبریز صورت پذیرفته. هم‌اکنون کلانشهر تبریز به لحاظ بودش آبنما در بستر میدان‌ها و پارک‌های انگشت شماری که دارد در ردیف یکی از فقیرترین شهرهای بزرگ کشور قرار گرفته و این اتفاق نادر در حالی روی داده که در دهه‌های پیشین به‌ویژه پیش از سال‌های وقوع انقلاب از برای شاد زیستی شهروندان و زیباسازی شهر در بیشتر میدان‌های بزرگ و تقریباً در بستر تمامی پارکهای کوچک و بزرگ شهر تبریز از سوی سازمان شهرداری به تعداد قابل توجهی استخر و آبنما تجهیز و تعبیه شده بود اما امروزه بوارون گذشته در میدان‌ها و پارکهای عمومی شهر تبریز دیگر اثری از استخرها و آبنما ها باقی نمانده و پارک تفریحی باغلارباغی نیز از این قاعده مستثنی نیست

### بوفه‌ها
در مجموعهٔ باغلارباغی چند بوفه وجود دارد که در زیر درختان انبوه و در زیر آلاچیق‌هایی ایجاد شده‌اند. در این بوفه‌ها، چای، قهوه، بستنی، کیک و... فروخته می‌شوند.